# Tere hartschelp
De Tere hartschelp (Acanthocardia paucicostata) is een in zee levende tweekleppige weekdiersoort uit de familie van de Cardiidae (onderfamilie Lymnocardiinae).

## Beschrijving

### Schelpkenmerken
De Tere hartschelp bezit een relatief dunschalige, bijna ronde iets scheefovale schelp. Vanuit de top lopen tot maximaal 18 radiaire ribben. De ruimten tussen de ribben zijn bijna even breed als de ribben zelf. Vooral tussen maar ook wel zichtbaar op de ribben is een sculptuur van fijne maar scherp afgetekende concentrische dwarslijntjes aanwezig. Op het midden van de ribben loopt een verhoogde richel waarin op regelmatige afstand korte dorens staan. Deze stekels zijn bij de voorrand langer. De ribben hebben een driehoekige dwarsdoorsnede. De groeven aan de binnenkant van de schelp (de holle ribben) zijn duidelijk zichtbaar en lopen door tot bijna onder de top.
Acanthocardia paucicostata heeft een heterodont slot: in de linkerklep 2 en in de rechterklep 1 cardinale tand en 2 laterale tanden in beide kleppen. Het slot is in zijn geheel minder robuust als bij de verwante Acanthocardia soorten.
De schelp is geelbruin van kleur en heeft vaak donkerbruine banden. De binnenzijde is wit, porseleinachtig glanzend. Het periostracum is groenbruin en is bij vers materiaal vooral aanwezig tussen de ribben. Strandmateriaal is vaak bruin of blauw verkleurd.
Rechter en linker klep van hetzelfde exemplaar:

Rechter Klep
Linker Klep

### Afmetingen van de schelp
- lengte: tot 50 millimeter (meestal kleiner)
- hoogte: tot 45 millimeter (meestal kleiner)

### Levenswijze
De dieren leven ingegraven in een zand- of modderbodem, uitsluitend sublitoraal. Ze komen voor vanaf de laagste laagwaterlijn tot enkele tientallen meters waterdiepte. De soort behoort tot de infauna en filtert het voedsel uit het zeewater.

### Voorkomen
Dit is een Zuidelijke soort die tot voor kort niet in de Noordzee leefde. Sinds de jaren 1990 wordt zij levend in de Grevelingen aangetroffen.

### Fossiel voorkomen
Acanthocardia paucicostata is in het Noordzeebekken alleen uit het Eemien bekend. Exemplaren die (zeldzaam) op het Noordzeestrand aanspoelen hebben alle deze ouderdom.

## Meer afbeeldingen

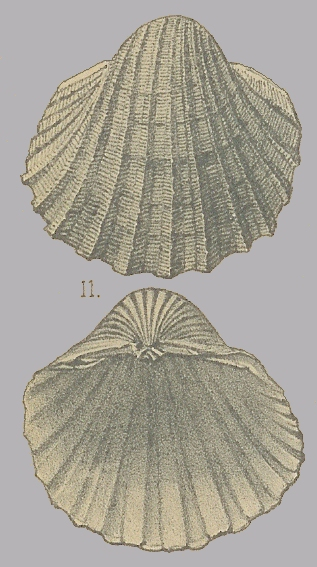
Afgebeeld door Lorié